# IAI Nammer
IAI Nammer (hebrejsky נמר‎ - leopard, případně tygr) byl stíhací letoun vyvinutý v Izraeli na přelomu 80. a 90. let 20. století společností Israel Aerospace Industries jako modernizovaná verze stroje Kfir určená pro exportní trh. Ačkoliv došlo k výrobě a zalétání prototypu, nenašel se dostatek zájemců o koupi a další vývoj typu byl zastaven aniž by došlo ke stavbě dalších exemplářů. Avionika stroje měla těžit z vývojových prací podniknutých na zrušeném projektu Lavi. 

## Vznik a vývoj
Podle původně oznámených plánů měl být projekt Nammer balíčkem modernizací pro stávající draky letounů Mirage III a Mirage 5. Zákazníkům měl být nabídnut výběr ze dvou konfigurací, jedné založené na náhradě pohonné jednotky motorem General Electric F404 a druhé zachovávající dosavadní SNECMA Atar, ale integrující střelecký radar typu Elta EL/M-2011 nebo Elta EL/M-2032. První varianta maximalizovala výkony, zejména dolet, druhá schopnost zaměřování cílů ve vzdušném boji. S pokračujícími vývojovými pracemi začal být projekt Nammer označován jako nově stavěný stroj, s radarem typu EL/M-2032 jako nedílnou součástí vybavení, s tím, že zákazníci měli mít možnost výběru z jimi preferované pohonné jednotky, buď F404 (či jeho švédské varianty Volvo RM12), SNECMA M53 anebo Pratt & Whitney PW1120.
Návrh vzhledem značně připomínal Kfir C-7, od něhož byl ale snadno rozlišitelný delší špicí trupu a absencí hřbetního vstupu vzduchu před náběžnou hranou svislé ocasní plochy.
Požadovaná cena za kus byla 20 milionů amerických dolarů, a společnost Israel Aerospace Industries podmiňovala zahájení výroby získáním objednávek na alespoň 80 kusů.

## Specifikace (projektované)

### Technické údaje
- Osádka: 1
- Délka: 16,00 m
- Rozpětí: 8,22 m
- Výška: 4,55 m
- Nosná plocha : 34,8 m²
- Vzletová hmotnost: 16 511 kg
- Pohonná jednotka: 1 × proudový motor (plánovány různé typy)
- Výkon pohonné jednotky: 80–90 kN

### Výkony
- Maximální rychlost: Mach 2,2
- Akční rádius: 1 382 km
- Dostup:  17 700 m
- Stoupavost: 57 m/s

### Výzbroj
- 2 × kanón DEFA ráže 30 mm
- 6 270 kg výzbroje na vnějších závěsnících